# Ekshärads landskommun
Ekshärads landskommun var en tidigare kommun i Värmlands län.

## Administrativ historik
När 1862 års kommunalförordningar trädde i kraft inrättades i Ekshärads socken i Älvdals härad i Värmland denna kommun.
Vid kommunreformen 1952 kvarstod kommunen oförändrad.
År 1974 uppgick den i Hagfors kommun.

### Kyrklig tillhörighet
I kyrkligt hänseende tillhörde kommunen Ekshärads församling.

## Kommunvapen
Blasonering: I sköld, kluven av silver och blått, ett stolpvis ställt ospänt armborst, åtföljt i vardera fältet av en stolpvis ställd pil, allt av motsatta tinkturer.
Vapnet fastställdes 1953.

## Geografi
Ekshärads landskommun omfattade den 1 januari 1952 en areal av 889,88 km², varav 821,24 km² land.

### Tätorter i kommunen 1960
| Tätort           | Folkmängd |
| ---------------- | --------- |
| Kyrkheden        | 690       |
| Edebäck, del ava | 171       |

Tätortsgraden i kommunen var den 1 november 1960 15,2 procent.

## Politik
| 18 | 3 | 6 | 3 |

| 30 |

| 3 | 18 | 7 | 2 |

| 30 |

| 6 | 14 | 5 | 3 | 2 |

| 30 |

| 3 | 16 | 6 | 3 | 2 |

| 28 |

| 3 | 16 | 5 | 3 | 3 |

| 30 |

| 2 | 14 | 4 | 5 | 2 | 3 |

| 30 |

| 2 | 16 |  | 7 | 2 | 2 |

| 30 |

| 3 | 14 | 8 |  |  | 3 |

| 28 |

| 2 | 14 | 10 |  |  | 2 |

| 28 |